# Vol Malaysian Airline System 653
Le 4 décembre 1977, un Boeing 737-200 effectuant le vol Malaysian Airline System 653, entre Bayan Lepas, sur l'île de Penang, et Subang Jaya, près de Kuala Lumpur, en Malaisie, s'écrase à Tanjung Kupang (en), dans l'État de Johor, à environ 290 kilomètres au sud-est de la capitale malaisienne, tuant sur le coup les 100 personnes présentes à bord.
Il s'agit du premier accident aérien mortel pour la compagnie aérienne Malaysian Airline System (MAS) et du plus meurtrier survenu sur le sol malaisien. Toujours aujourd'hui, les circonstances de l'accident restent floues. L'avion aurait été détourné vers Singapour dès lors qu'il a atteint son altitude de croisière. Cependant, les circonstances dans lesquelles le détournement et l'accident qui a suivi se sont déroulées ne sont toujours pas éclaircies.

## Avion
L'appareil impliqué était un Boeing 737-2H6 immatriculé 9M-MBD (numéro de série 20585/306). Cet avion de ligne court/moyen-courrier, propulsé par deux moteurs Pratt & Whitney JT8D-15, avait été livré neuf à Malaysian Airline System en septembre 1972, sous l'immatriculation 9M-AQO, et cumulait 12 684 heures de vol au moment de l'accident.

## Déroulement du vol
Le vol 653 a décollé de la piste 22 de l'aéroport international de Penang à 19 h 21, pour un vol intérieur régulier à destination de l'aéroport Subang de Kuala Lumpur (aujourd'hui connu sous le nom d'aéroport Sultan Abdul Aziz Shah).
Le commandant de bord, GK Ganjoor, et le copilote, Karamuzaman Jali, préparaient l'appareil pour l'atterrissage à 19 h 54, à une altitude de 4 000 pieds (1 200 m) au-dessus de Batu Arang (en) et descendaient vers la piste 33 de l'aéroport de Subang, lorsque l'équipage a signalé à la tour de contrôle de Subang qu'un « pirate de l'air non identifié » était à bord, après que quelqu'un ait frappé à la porte du cockpit. Par la suite, les pilotes ont été contraints de couper toutes les communications par un ou plusieurs pirates de l'air qui ont soudainement fait irruption dans le poste de pilotage. La tour de contrôle a immédiatement prévenu les autorités, qui ont fait des préparatifs d'urgence à l'aéroport.
Quelques minutes plus tard, l'équipage a annoncé par radio : « Nous allons maintenant nous diriger vers Singapour. Bonne nuit. ». Dans les dernières minutes de l'enregistreur phonique (CVR), les enquêteurs ont entendu une conversation entre les pilotes et les pirates de l'air sur la façon dont l'avion tomberait en panne de carburant avant d'atteindre Singapour, suivie d'une série de coups de feu. Ils ont conclu que le pilote et le copilote avaient été mortellement touchés par le pirate de l'air, ce qui a laissé l'avion « sans personne aux commandes ».
À 20 h 15, toute communication avec le vol 653 a été perdue. À 20 h 36, les habitants de Tanjung Kupang (en), à Johor, ont signalé avoir entendu plusieurs explosions et vu les débris en feu d'un avion dans un marais à proximité ; l'épave a été identifiée plus tard comme étant celle du 737 de MAS, qui avait heurté le sol à un angle presque vertical à une vitesse très élevée. Il n'y a eu aucun survivant parmi les 93 passagers et 7 membres d'équipage à bord.

## Victimes

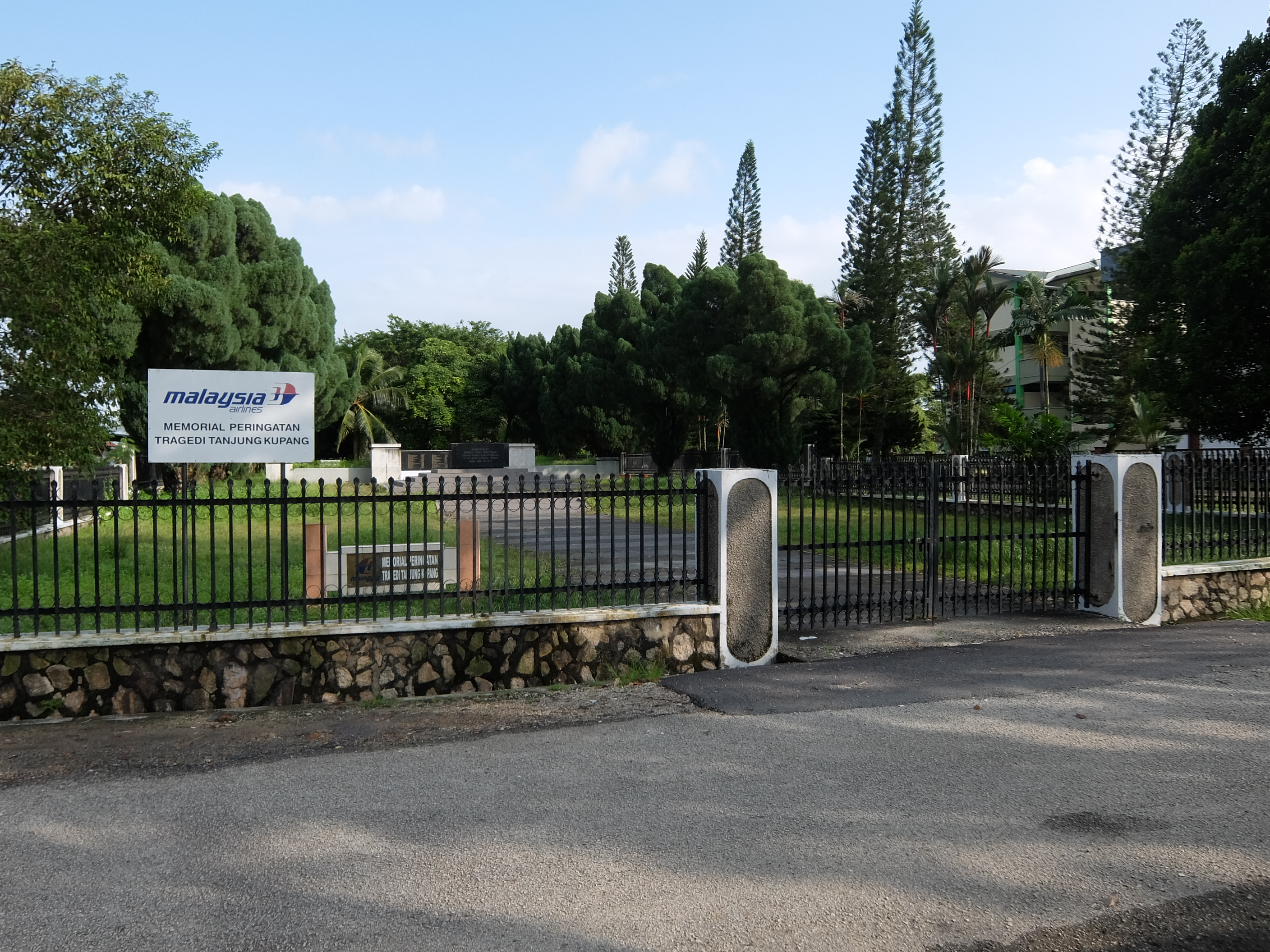
Mémorial, en souvenir de la tragédie du vol 653, à, à Johor Bahru, dans l'État de Johor.

Le nombre et la nationalité des passagers et des membres de l'équipage du vol 653 apparaissent dans le tableau ci-dessous
| Nationalité          | Passagers | Équipage | Total |
| -------------------- | --------- | -------- | ----- |
| Malaisie             | 67        | 6        | 73    |
| Royaume-Uni          | 5         | 0        | 5     |
| Allemagne de l'Ouest | 4         | 0        | 4     |
| Australie            | 3         | 0        | 3     |
| Inde                 | 2         | 1        | 3     |
| Indonésie            | 3         | 0        | 3     |
| Cuba                 | 2         | 0        | 2     |
| Afghanistan          | 1         | 0        | 1     |
| Canada               | 1         | 0        | 1     |
| États-Unis           | 1         | 0        | 1     |
| Grèce                | 1         | 0        | 1     |
| Japon                | 1         | 0        | 1     |
| Singapour            | 1         | 0        | 1     |
| Thaïlande            | 1         | 0        | 1     |
| Total                | 93        | 7        | 100   |

Parmi les passagers présents à bord, il y avait notamment le ministre malaisien de l'Agriculture, Dato' Ali Haji Ahmad (en), ainsi que le chef du département des travaux publics, Dato' Mahfuz Khalid, et l'ambassadeur cubain au Japon, Mario García Incháustegui (en).

## Enquête et suites
Les circonstances exactes du détournement et du crash du vol 653 n'ont jamais été élucidées. Une analyse des éléments de preuve, recueillis lors de l'enquête par le Département de l'aviation civile de Malaisie (en), conclut que : 
- L'avion a été « détourné par une ou plusieurs personnes non identifiée », qui étaient déterminées à ne pas atterrir à Kuala Lumpur.
- L'équipage « a exécuté les procédures en cas de détournement correctement tout au long du vol ».
- Les pirates de l'air ont neutralisé les pilotes, alors que l'avion descendait lors de l'approche vers Singapour
- Il n'y a pas eu d'explosion, d'incendie ou de défaillance structurelle avant le crash.
- Des mouvements inhabituels au niveau du tangage (de haut en bas) se sont produits dans les derniers instants du vol, alors que le 737 était toujours en vol. Ces manœuvres étaient le résultat des actions d'une ou de plusieurs personnes inconnues et se sont poursuivies jusqu'à ce que la trajectoire de l'avion devienne irrécupérable, entraînant son impact à grande vitesse avec le sol.

Tous les restes humains retrouvés ont été radiographiés, pour tenter de découvrir des traces de projectile ou la présence d'arme à bord de l'avion, mais aucune trace de ce type n'a jamais été retrouvée. Les restes des victimes ont ensuite été enterrés dans une fosse commune, prés du site de l'accident.
Après cet accident, l'Unité de sécurité aérienne de la Division des normes aéroportuaires, affiliée au Département de l'aviation civile de Malaisie, a été créée.